# Alchemilla inconcinna
Alchemilla inconcinna é uma espécie de rosácea do gênero Alchemilla, pertencente à família Rosaceae.